# مايلز جونز (مقاتل)
مايلز جونز (بالإنجليزية: Miles Johns؛ مواليد 30 أبريل 1994) هو مُقاتل فنون قتالية مختلطة أمريكي.

## وصلات خارجية
- مايلز جونز (مقاتل) على موقع يو إف سي (الإنجليزية)
- مايلز جونز (مقاتل) على موقع شيردوغ (الإنجليزية)
- مايلز جونز (مقاتل) على موقع Tapology.com (الإنجليزية)